# Võ Ngọc Thứ
Võ Ngọc Thứ (sinh ngày 28 tháng 8 năm 1961) là nữ chính trị gia người Việt Nam. Bà từng là đại biểu Quốc hội Việt Nam khóa 13 nhiệm kì 2011-2016, thuộc đoàn đại biểu Quốc hội tỉnh Kiên Giang.

## Xuất thân
Võ Ngọc Thứ quê quán ở xã Vĩnh Phước B, huyện Gò Quao, tỉnh Kiên Giang. 

## Giáo dục
- Thạc sỹ Quản lý kinh tế, tài chính
- Cao cấp lí luận chính trị

## Sự nghiệp
Bà gia nhập Đảng Cộng sản Việt Nam vào ngày 24/12/1987.
Năm 2011, bà đã trúng cử đại biểu Quốc hội khóa 13 ở đơn vị bầu cử số 1, tỉnh Kiên Giang, gồm Huyện Tân Hiệp, huyện Kiên Hải, huyện Giồng Riềng và huyện Gò Quao.
Bà là Tỉnh ủy viên, Giám đốc Sở Lao động - Thương binh và Xã hội tỉnh Kiên Giang, Ủy viên Uỷ ban Về các vấn đề xã hội của Quốc hội khóa 13.